# Dżafr Mansur (Dżabal Siman)
Dżafr Mansur (arab. جفر منصور) – wieś w Syrii, w muhafazie Aleppo, w dystrykcie Dżabal Siman. W 2004 roku liczyła 608 mieszkańców.